# Cinquième croisade
Batailles
La cinquième croisade (1217–1221) est une campagne militaire dont le but était d’envahir et de conquérir une partie du sultanat ayyoubide d’Égypte afin de pouvoir échanger les territoires conquis contre les anciens territoires du royaume de Jérusalem se trouvant sous contrôle ayyoubide. Malgré la prise de Damiette, cette croisade est un échec, à cause de l’intransigeance du légat Pélage et de sa méconnaissance de la politique locale, ce qui le conduit à refuser les négociations au bon moment.

## Contexte
Depuis la conquête de Jérusalem par Saladin, plusieurs expéditions chrétiennes ont tenté de reprendre la ville sainte. La troisième croisade (1189-1192) n'est qu’un succès partiel, ne permettant que la reconquête du littoral. Lancée en 1202, la quatrième croisade aboutit finalement au sac de Constantinople : l'empire byzantin, allié incertain mais précieux, éclate entre plusieurs fiefs dépendant de l’empire latin de Constantinople et des principautés grecques et bulgares rivales, privant de secours rapide les États latins du Levant. 
Au printemps 1213, le pape Innocent III publie une bulle, Quia maior, appelant toute la Chrétienté à rejoindre une nouvelle croisade. L'empereur et les rois d'Europe, cependant, sont préoccupés par des tensions internes. Assisté par Raoul de Mérencourt, patriarche de Jérusalem, Baudin, évêque de Tortose, ainsi que Jérémie, patriarche maronite, le pape réitère son appel à la croisade à la séance d’ouverture du concile de Latran, le 11 novembre 1215, mais meurt peu après, le 16 janvier 1216.
Le message de la croisade est prêché en France par Robert de Courçon ; néanmoins, contrairement aux autres croisades, peu de chevaliers français la rejoignent. Nombre d'entre eux mènent déjà la croisade des Albigeois contre les Cathares (considérés comme hérétiques) dans le Sud de la France. D’autres prélats la prêchent en Angleterre, dans le Saint-Empire (Olivier de Cologne), en Hongrie, etc. Le nouveau pape Honorius III envoie Jacques de Vitry en Orient, afin d’y raffermir l’esprit de la croisade qui s’y est quelque peu effacé devant l’économie marchande des ports de Terre Sainte.

## Campagnes militaires

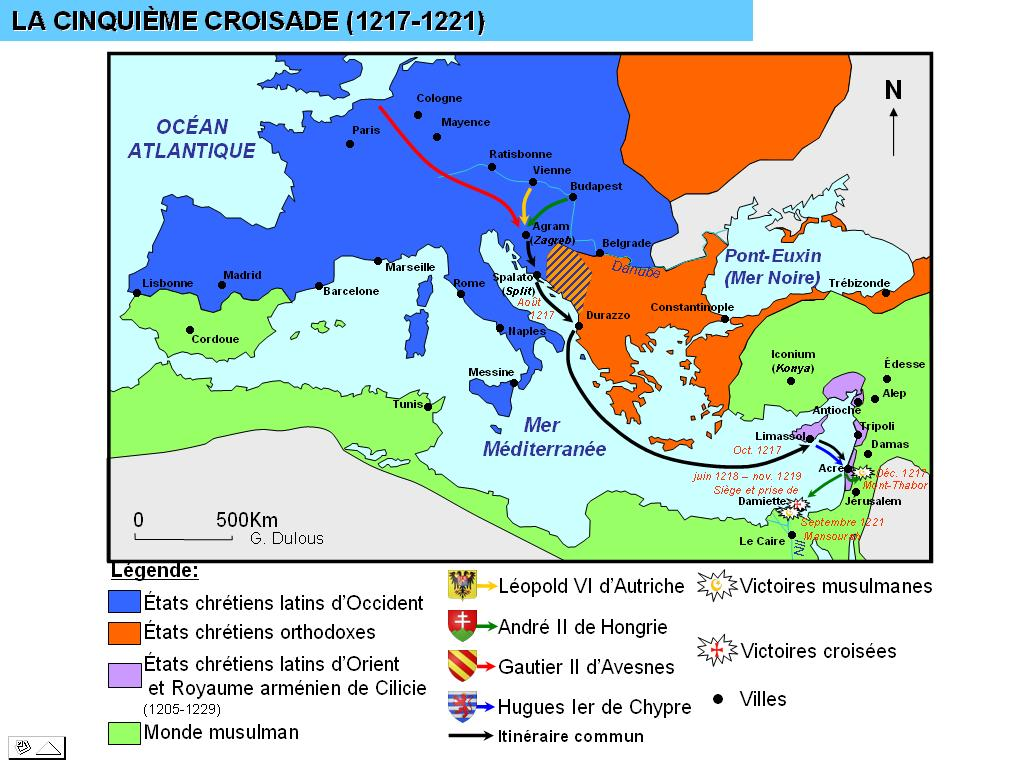
La Cinquième croisade

### Campagne en Palestine

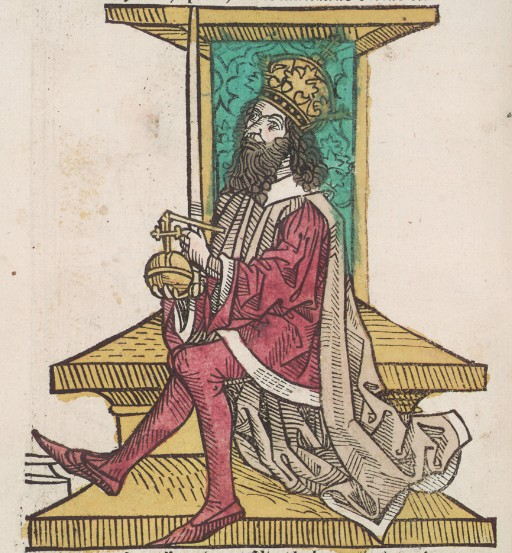
André II, roi de Hongrie.

Les premières armées croisées à arriver sont celles du roi André II de Hongrie et du duc Léopold VI d'Autriche. Le roi Hugues Ier de Chypre les rejoint, et Jean de Brienne, roi de Jérusalem fait réunir son ost. Le conseil de guerre, réuni à Saint-Jean-d'Acre à la fin d'octobre 1217, décide d’attaquer la forteresse du Mont-Thabor que le sultan Al-Adil vient de faire édifier. Forte de deux mille chevaliers, mille sergents à cheval et vingt mille fantassins, l’armée hongroise quitte Acre en direction du Jolan le 3 novembre 1217. Al-Adil, en infériorité numérique et espérant que l’enthousiasme des croisés s’émousse au fur et à mesure que la campagne progresse, se dérobe et laisse les croisés piller Beisan. Les Hongrois continuent de piller la région, atteignent le Jourdain, puis retournent à Acre.
Après y s’être reposés, un certain nombre de Hongrois repartent en campagne — sans l’assentiment de leur roi — et assiègent le Mont-Thabor le 29 novembre. La situation de la forteresse empêche l’usage de machines de guerre et, découragés par le manque de résultat après plusieurs assauts, les croisés lèvent le siège le 7 décembre. Quelques Hongrois font une dernière incursion dans le Marj Ayun et tentent de prendre Beaufort mais sont écrasés : sur cinq cents croisés, seuls trois parviennent à rejoindre Sidon. Lassé par les échecs, le roi de Hongrie décide de rentrer dans son royaume, malgré les abjurations des Francs de Syrie et la perspective d’arrivée de nouveaux croisés.
Jean de Brienne tire le bilan de ces tentatives en Palestine et comprend que Jérusalem est trop loin des côtes pour qu'une armée qui cherche à s’en emparer soit ravitaillée. De plus, les fortifications de la Ville Sainte sont dans un trop mauvais état, de sorte que si une armée chrétienne s’en empare, elle ne pourra résister à une armée musulmane de secours que très difficilement. Aussi le roi de Jérusalem propose-t-il une autre stratégie, qui consiste à s’emparer d’un port important de l’Égypte, Alexandrie ou Damiette, et d’en négocier l’échange contre Jérusalem.

### Campagne en Égypte

Le delta oriental du Nil.

Les barons syriens et chypriotes, les Templiers, les Hospitaliers et les croisés approuvent l’analyse de Jean de Brienne et s’embarquent le 27 mai 1218 en direction de Damiette qu’ils atteignent le 29 mai. Al-Adel, sultan d’Égypte, qui pensait que les Croisés attaqueraient de nouveau en Syrie est totalement pris au dépourvu et n’a pas préparé la défense de la ville, qui parvient à résister pendant trois mois, ravitaillée par l’arrière-pays. Le 24 août, des croisés frisons s’emparent des tours extérieures de la ville et brisent les chaînes qui bloquent la navigation. Les navires croisés peuvent alors s’engager sur le Nil et contrôler l’arrière-pays, mettant ainsi fin au ravitaillement de la ville. Le sultan Al-Adil meurt peu après, le 31 août. Malgré les efforts de son fils et successeur Al-Kâmil , les Croisés maintiennent leur maîtrise navale sur le bras du Nil, mais le nouvel émir de Damas et frère du nouveau sultan, Malik al-Mu'azzam, attaque en diversion Césarée et fait complètement raser la ville. Il démantèle préventivement les fortifications de Jérusalem.
En septembre 1218, le légat pontifical Pélage arrive à Damiette et déclare prendre le commandement de la croisade. Le 9 octobre, Al-Kâmil tente une importante attaque contre le camp croisé, mais la vaillance de Jean de Brienne permet aux croisés de la repousser. Une seconde attaque est repoussée le 26 octobre. Mais le temps joue contre les Ayyoubides : la destruction des murailles de Jérusalem a déconsidéré Malik al-Mu'azzam, les défaites contre les Francs atteignent le prestige d’Al-Kâmil. D’autres princes ayyoubides, voulant leur part du royaume d’Al-Adil, complotent et Al-Kâmil doit quitter précipitamment son camp le 5 février 1219, ne s’y sentant plus en sécurité et devant contrer une tentative de coup d’État d’Al-Fa’iz, un de ses frères, au Caire. Ses émirs se dispersent alors, constatant son absence. Soutenu par Malik al-Mu'azzam, Al-Kâmil redresse la situation et élimine Al-Fa’iz, puis les musulmans reviennent à Fariksur où ils établissent leur camp face aux croisés.

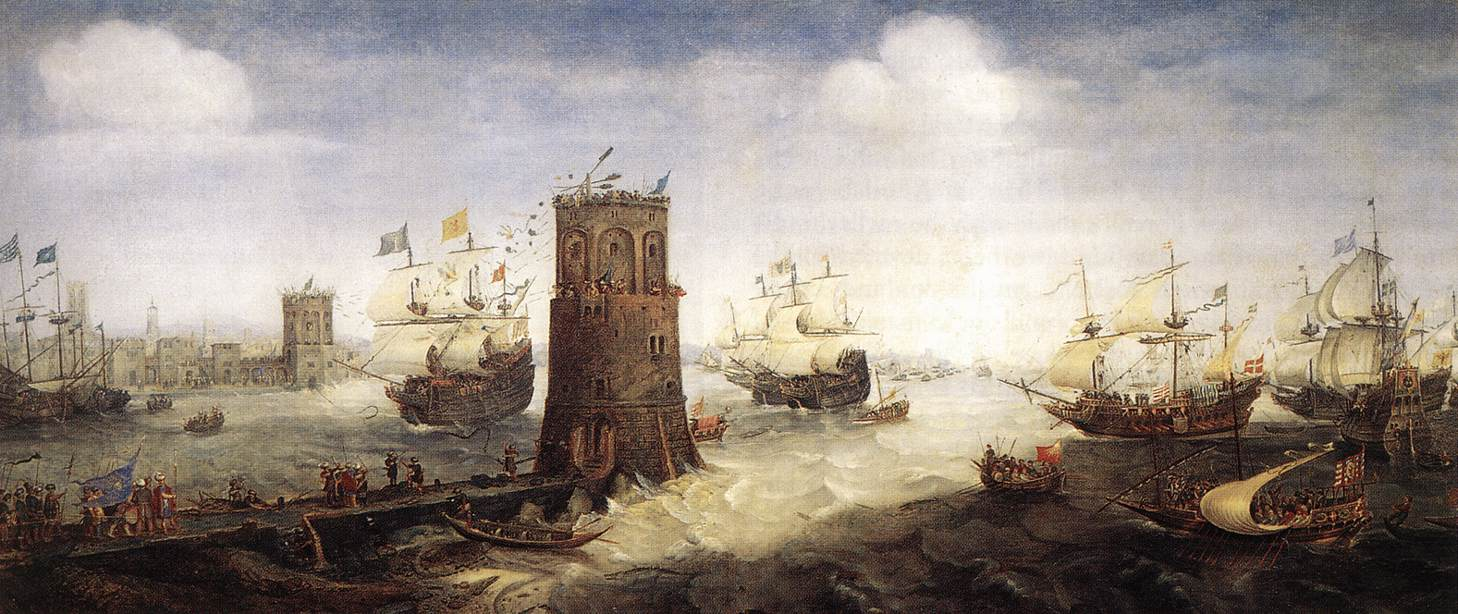
Cornelis Claesz van Wieringen : Navire brisant la chaîne de Damiette lors la cinquième croisade, XVIe siècle.

En février 1219, un détachement de chevaliers chypriotes vient compléter les forces croisées, suivi d’un contingent français mené par Hugues X de Lusignan, comte de la Marche et par Simon, sire de Joinville qui débarque à Pâques.
Al-Kâmil, malgré l’aide de son frère, cherche à obtenir à tout prix le départ des Francs d’Égypte : il propose aux envoyés de Jean de Brienne et Pélage la restitution de Jérusalem et de toute la Palestine moins l'Idumée et le Moab, ainsi qu'une trève de 30 ans. Pour dédommager Malik al-Mu'azzam, principal perdant de la cession de la Palestine, il lui promet la Haute-Égypte. Jean de Brienne, les barons syriens et les croisés français sont unanimement favorables à cette proposition mais le légat Pélage, soutenu par les Templiers, les Hospitaliers et les croisés italiens, la fait repousser. 
Le 8 juillet une nouvelle attaque contre Damiette échoue. Le 29 août, c’est le camp musulman de Fariksur qui est attaqué, et occupé, contre l’avis de Jean de Brienne car les Musulmans avaient éventé  l’attaque et évacué le camp. Peu après, les sergents se rendent compte que le camp n’est ravitaillé ni en eau ni en vivres et battent retraite vers Damiette, harcelés par les troupes islamiques. Al-Kâmil fait une nouvelle offre d’échange, également repoussée à cause du fanatisme de Pélage. Le 5 novembre 1219, les machines de guerre des Hospitaliers font une brèche dans les remparts de Damiette et l’assaut lancé aussitôt permet la prise de la ville. Par précaution, Al-Kâmil déplace son armée et la poste à Mansourah, où il fait construire une forteresse.

## Échec de la croisade

### Querelles croisées
Les Croisés commencent à transformer Damiette en cité chrétienne, faisant fermer les mosquées et ouvrir les églises, mais non sans querelles en raison de la rivalité et de l’hostilité existant entre les croisés français et italiens. En effet, les Italiens souhaitent occuper l’Égypte pour y installer des comptoirs commerciaux et contrôler le delta, tandis que la ville représente pour Jean de Brienne et les croisés français et syriens une monnaie d’échange pour obtenir Jérusalem. En face de ces autorités civiles se dresse l’autorité religieuse du légat qui veut placer la ville sous sa propre autorité. Les querelles ne s’apaisent qu’au mois de février 1220.
La période est favorable pour attaquer l’Islam, car au même moment, Gengis Khan attaque la Perse et menace le califat abbasside. Les princes musulmans de Syrie sont partagés entre le désir de prêter main-forte au sultan d’Égypte contre les Francs ou de secourir le calife. Les Francs, paralysés par leurs querelles, ne profitent pas de cette opportunité. Le 29 mars, Jean de Brienne et le barons syriens quittent Damiette et la croisade, voyant que l’expédition ne mène à rien, que Pélage et les Italiens cherchent à fonder une colonie en Égypte et ne songent plus à échanger les conquêtes contre Jérusalem. Pélage fait alors subir sa tyrannie sur Damiette, mettant l’embargo sur les navires, interdisant aux pèlerins et aux croisés de partir sans son autorisation. Il néglige d’entretenir les navires, alors que les Ayyoubides font construire dix galères qui ne tardent pas à attaquer les navires chrétiens.

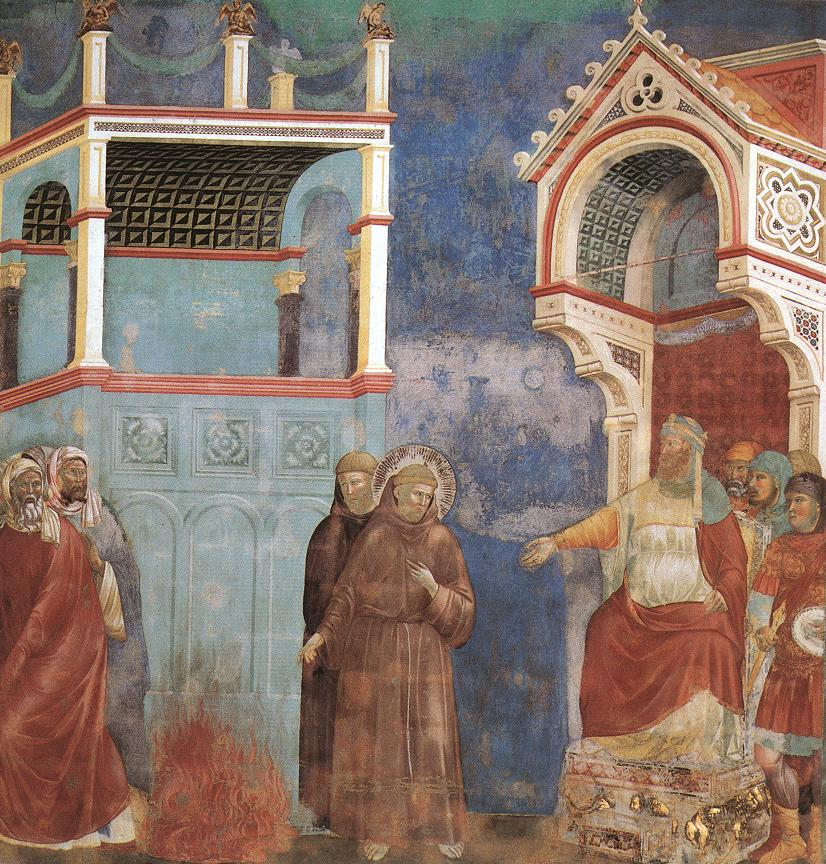
François d'Assise propose l'ordalie au sultan Al-Kâmil pour le convaincre de la supériorité de la foi chrétienne.
Giotto : fresque de la basilique supérieure d'Assise, XIIIe siècle.

C’est à cette époque que François d’Assise, connaissant l’esprit de tolérance et de compréhension qui anime les deux sultans ayyoubides, entreprend avec un autre frère franciscain une démarche auprès d’Al-Kâmil. Pélage ne les laisse partir que de mauvaise grâce, et les deux religieux arrivent auprès du sultan et tentent de l’inciter à se convertir au christianisme. Le sultan leur accorde une entrevue, mais refuse le baptême et les laisse revenir à Damiette sains et saufs. Encouragé par cette entrevue, Al-Kâmil propose encore l’échange de Damiette contre Jérusalem, mais Pélage repousse encore l’offre, espérant la venue de l’empereur Frédéric II et de son armée, pour reprendre l’offensive et conquérir l’Égypte.

### Échec devant Mansourah et capitulation de Baramoun
En mai 1221 n’arrivent en fait de renforts que cinq cents hommes conduits par le duc Louis Ier de Bavière et le grand-maître teutonique Hermann von Salza. Pélage se décide alors à reprendre l’offensive et à marcher sur le Caire le 29 juin 1221, jetant l’anathème sur les opposants à ce projet. Jean de Brienne refuse de participer à cette opération qu’il juge insensée. Pélage passe outre et Jean de Brienne, pour éviter le blâme qu’on ne manquerait pas de lui appliquer après l’échec, est contraint de rejoindre Damiette qu’il atteint le 7 juillet 1221. Il trouve l'armée déjà en marche. Il conseille en vain de se retrancher dans Damiette, « ensemencer la terre » et compter sur la lassitude de l'ennemi : Pélage, qui attend les renforts de Frédéric, accuse Jean de Brienne de trahison et ordonne de poursuivre la marche. Al-Kâmil, inquiet, commence à faire évacuer ses trésors de la capitale et renouvelle ses offres de paix que Pélage repousse. Le premier contact entre les deux armées se produit le 19 juillet, mais il ne s’agit que d'une escarmouche : les musulmans se replient.
Entre-temps, Al-Kâmil voit arriver ses deux frères, Malik al-Mu'azzam et Al-Ashraf, venus de Syrie avec des renforts : le 21 juillet, ils font leur jonction avec les troupes d'Al-Kâmil devant la toute récente forteresse de Mansourah. Plutôt que de risquer une bataille, ils préfèrent profiter de la crue du Nil pour rompre les digues et inonder la contrée. Le 24 juillet, l'armée des croisés, bloquée entre l'inondation et les murailles de Mansourah, doit s'arrêter et manque de provisions car Pélage, escomptant une victoire rapide, avait négligé d'emporter des vivres en suffisance. Un détachement de l'armée musulmane, ayant jeté un pont de bateaux entre Ashmoun et Dikirnis en aval de Mansourah, coupe le ravitaillement des croisés. Ceux-ci, le 26 août, se décident enfin à battre en retraite mais, devant Baramoun, l'inondation les oblige à piétiner vainement dans la boue sous une pluie de flèches. Jean de Brienne propose une bataille rangée qu'Al-Kâmil refuse.
Pélage, qui a perdu de sa superbe, abandonne la direction de la croisade à Jean de Brienne qui n’a d’autre choix que de capituler. Dans le camp musulman, les avis sont partagés : Al-Kâmil est d’avis de négocier la libération de l’armée croisée contre Damiette, tandis Malik al-Mu'azzam et Al-Ashraf sont d’avis d’en finir définitivement avec les Francs. La crainte de devoir soutenir un long siège de Damiette, dont les fortifications ont été renforcées par les croisés et qui dispose encore d’une forte garnison, fait que les chefs musulmans finissent par accéder aux vues d’Al-Kâmil. Une trêve est signée le 30 août 1221 et Jean de Brienne reste en otage pour garantir la restitution de Damiette. L'escadre envoyée par Frédéric II, 40 navires commandés par le comte de Malte Enrico Pescatore, arrive à Damiette à la fin d'août, trop tard pour empêcher la défaite des croisés, mais sa présence rend les musulmans plus traitables : ils concluent une trêve de huit ans et acceptent de libérer tous leurs captifs en Égypte et en Syrie. Al-Kâmil fournit des vivres aux croisés et fait construire un pont de bateaux pour faciliter leur retraite. Enrico Pescatore, appuyé par les Pisans et les Génois, essaie de refuser le traité mais les templiers et hospitaliers le forcent à l'accepter. Les croisés évacuent Damiette le 7 septembre 1221.

## Conséquences
Cette croisade est un échec et n’a permis aucune progression et a même failli tourner à la catastrophe. Elle a mis en évidence le décalage important entre l’esprit de la croisade, qui anime de nombreux Européens pour qui il faut conquérir de nouveaux territoires, et l’esprit colonial animant les Francs d’Orient, qui sont conscients de leur infériorité numérique et qui doivent prendre en compte les réalités politiques du Proche Orient. La cinquième croisade met également en évidence la volonté de l’Occident (papauté en 1220, puis l’empire germanique une décennie plus tard) de gouverner et prendre en main les destinées de l’Orient latin sans tenir compte ni des institutions de la Syrie latine ni des réalités politiques.